# Vertrag über die Europäische Union

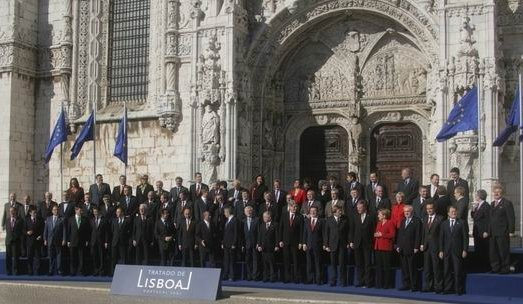
Die Unterzeichner des Vertrags von Lissabon am 13. Dezember 2007

Der Vertrag über die Europäische Union (EU-Vertrag, EUV) ist der Gründungsvertrag der Europäischen Union (EU). Zusammen mit dem Vertrag über die Arbeitsweise der Europäischen Union (AEUV) bildet er, ausdrücklich als die Verträge (siehe hierzu Die Verträge (EUV/AEUV)) zu bezeichnen, die primärrechtliche Grundlage des politischen Systems der EU. Bisweilen werden diese Verträge deshalb auch als „europäisches Verfassungsrecht“ bezeichnet, formal sind sie jedoch völkerrechtliche Verträge zwischen den EU-Mitgliedstaaten.
Der EU-Vertrag wurde am 7. Februar 1992 in Maastricht abgeschlossen und ist deshalb in seiner ursprünglichen Version auch als Vertrag von Maastricht bekannt. Er trat am 1. November 1993 in Kraft und erfuhr später mehrere Änderungen, nämlich durch
- den Vertrag von Amsterdam 1997,
- den Vertrag von Nizza 2001 und
- den Vertrag von Lissabon 2007.

Er besteht aus 55 Artikeln, in denen insbesondere die Bestimmungen zu den demokratischen Grundsätzen der Europäischen Union, zu ihren Organen und zur Gemeinsamen Außen- und Sicherheitspolitik niedergelegt sind. Die weiteren Regelungen über die Funktionsweise der EU finden sich im weitaus umfangreicheren AEU-Vertrag. Beide Verträge sind rechtlich gleichrangig und ergänzen sich gegenseitig. Ihre geplante Zusammenlegung zum Vertrag über eine Verfassung für Europa scheiterte 2005 an der Ablehnung bei Referenden in Frankreich und den Niederlanden (siehe Vertrag über eine Verfassung für Europa).
Der EU-Vertrag ist in den 24 Amtssprachen der Europäischen Union abgefasst und in jeder Sprachversion gleichermaßen rechtsverbindlich.

## Struktur
Der EU-Vertrag besteht aus einer Präambel und 55 Artikeln, die zu sechs Titeln zusammengefasst sind. Im Einzelnen ist er folgendermaßen aufgebaut:
| -    | Präambel |
| I.   | Gemeinsame Bestimmungen (Artikel 1–8) |
| II.  | Bestimmungen über die demokratischen Grundsätze (Artikel 9–12)                                                                                             |
| III. | Bestimmungen über die Organe (Artikel 13–19) |
| IV.  | Bestimmungen über eine verstärkte Zusammenarbeit (Artikel 20)                                                                                              |
| V.   | Allgemeine Bestimmungen über das auswärtige Handeln der Union und besondere Bestimmungen über die Gemeinsame Außen- und Sicherheitspolitik (Artikel 21–46) |
| VI.  | Schlussbestimmungen (Artikel 47–55) |

Dem Vertrag angehängt sind die Charta der Grundrechte der Europäischen Union (vgl. Art. 6 EUV) sowie 37 Protokolle und 2 Anhänge (vgl. Art. 51 EUV), die ebenfalls zum Primärrecht der Europäischen Union zählen.
Keine eigene Rechtskraft oder bindende Wirkung besitzen die Erläuterungen zur Charta der Grundrechte und die 50 gemeinsamen Erklärungen, die die Regierungskonferenz im Zuge der Vertragsreform von Lissabon abgegeben hat. Beide dienen als Interpretationshilfe und können etwa für Gerichtsentscheidungen unterstützend herangezogen werden (siehe Auslegung (Recht)). Die 15 einseitigen Erklärungen einzelner Mitgliedstaaten verdeutlichen deren Standpunkte zu bestimmten Aspekten; sie haben ebenfalls keine eigene Rechtskraft.

## Inhalte

### Präambel
Die Präambel des EU-Vertrags betont unter anderem den Entschluss der Mitgliedstaaten, „den mit der Gründung der Europäischen Gemeinschaften eingeleiteten Prozess der europäischen Integration auf eine neue Stufe zu heben“ und „den Prozess der Schaffung einer immer engeren Union der Völker Europas […] weiterzuführen“. Bei dieser Formulierung, die auf die Ursprungsversion von 1992 zurückgeht, handelte es sich um einen Kompromiss zwischen den Mitgliedstaaten wie Deutschland und Frankreich, die auf das Ziel des europäischen Föderalismus verweisen wollten, und Großbritannien, das darin eine Bedrohung für die nationale Souveränität sah. Die Präambel lässt daher die Frage nach der Finalität der Europäischen Union offen, deutet jedoch das Ziel einer weiterführenden Integration an.
Im Zuge der Debatte über den Vertrag über eine Verfassung für Europa wurde 2004 zudem über die Aufnahme eines Gottesbezugs in die Präambel diskutiert. Dieser wurde von Staaten wie Italien und Polen sowie christdemokratischen Parteien in verschiedenen anderen Ländern gefordert, scheiterte aber insbesondere an der Ablehnung Frankreichs. Als Kompromisslösung einigte man sich auf die Formulierung „schöpfend aus dem kulturellen, religiösen und humanistischen Erbe Europas“, die durch den Vertrag von Lissabon in die Präambel des EU-Vertrags eingefügt wurde.

### Gemeinsame Bestimmungen
Art. 1 EUV bestimmt die Gründung der Europäischen Union, seit dem Vertrag von Lissabon als Rechtsnachfolgerin der Europäischen Gemeinschaft. Daraufhin werden in Art. 2 EUV die Werte der EU festgelegt. Diese umfassen insbesondere die Achtung der Menschenwürde, Freiheit, Demokratie, Gleichheit und Rechtsstaatlichkeit. Art. 3 EUV nennt die Ziele der EU, die mit nationalen Staatszielen zu vergleichen sind. Im Vergleich zu nationalen Verfassungen nehmen die Ziele der Union allerdings einen wichtigeren Stellenwert ein, da sie die Legitimationsgrundlage für die supranationalen Kompetenzen der EU bilden: Die EU darf nur tätig werden, um die genannten Ziele zu erfüllen. Der Zielkatalog ist daher recht umfangreich und bezieht sich unter anderem auf die Förderung des Friedens, die Bildung eines Raums der Freiheit, der Sicherheit und des Rechts, den Europäischen Binnenmarkt, den Umweltschutz, die Bekämpfung sozialer Ausgrenzung, die Wahrung der kulturellen Vielfalt usw. Die Zielformulierungen sind eher allgemein gehalten und werden teilweise im AEU-Vertrag noch näher spezifiziert.
Art. 4f. EUV regelt die Grundprinzipien für die Ausübung der Zuständigkeiten der EU. Er verpflichtet die Union und die Mitgliedstaaten auf wechselseitigen Respekt und loyale Zusammenarbeit. Art. 5 EUV führt das Prinzip der begrenzten Einzelermächtigung an, dem zufolge die EU nur in den Bereichen tätig werden darf, für die ihr im Vertragstext ausdrücklich die Zuständigkeit übertragen wurde. Außerdem legt er das Subsidiaritätsprinzip fest, nach dem die Union nur tätig werden darf, wenn die angestrebten Ziele nicht ebenso gut auf nationaler oder lokaler Ebene erreicht werden könnten. Das Verhältnismäßigkeitsprinzip schließlich bestimmt, dass die Maßnahmen der EU nicht weiterreichen dürfen als zur Erfüllung der Unionsziele erforderlich ist.
Art. 6 EUV regelt den Grundrechtsschutz in der EU und verweist hierfür auf die EU-Grundrechtecharta, die Europäische Menschenrechtskonvention sowie die „gemeinsamen Verfassungsüberlieferungen“ der Mitgliedstaaten. Art. 7 EUV bestimmt ein Verfahren, durch das EU-Mitgliedstaaten, die gegen die Menschenrechte verstoßen, bestimmte Rechte entzogen werden können, die sich aus der EU-Mitgliedschaft ergeben (Suspendierung der EU-Mitgliedschaft). Dies betrifft insbesondere das Stimmrecht im Rat der EU. Da kein Staat aus der Europäischen Union ausgeschlossen werden kann und auch eine dem deutschen Bundeszwang entsprechende Regelung im EU-Vertrag nicht existiert, ist die Suspendierung der Mitgliedschaft das härteste Druckmittel der EU gegenüber den Mitgliedstaaten. Sie wurde jedoch noch nie angewandt. Art. 8 EUV schließlich verpflichtet die EU auf gute Beziehungen zu ihren Nachbarstaaten.

### Bestimmungen über die demokratischen Grundsätze
Der zweite Titel des EU-Vertrags enthält die Bestimmungen zur Unionsbürgerschaft (Art. 9 EUV), betont die Rolle der repräsentativen Demokratie und der europäischen politischen Parteien (Art. 10 EUV). Er unterstreicht die Bedeutung der Bürgerbeteiligung und legt die Grundsätze der Europäischen Bürgerinitiative fest (Art. 11 EUV). Art. 12 regelt die Rolle der nationalen Parlamente, die im politischen System der EU insbesondere die Funktion eines „Subsidiaritätswächters“ erfüllen.

### Bestimmungen über die Organe

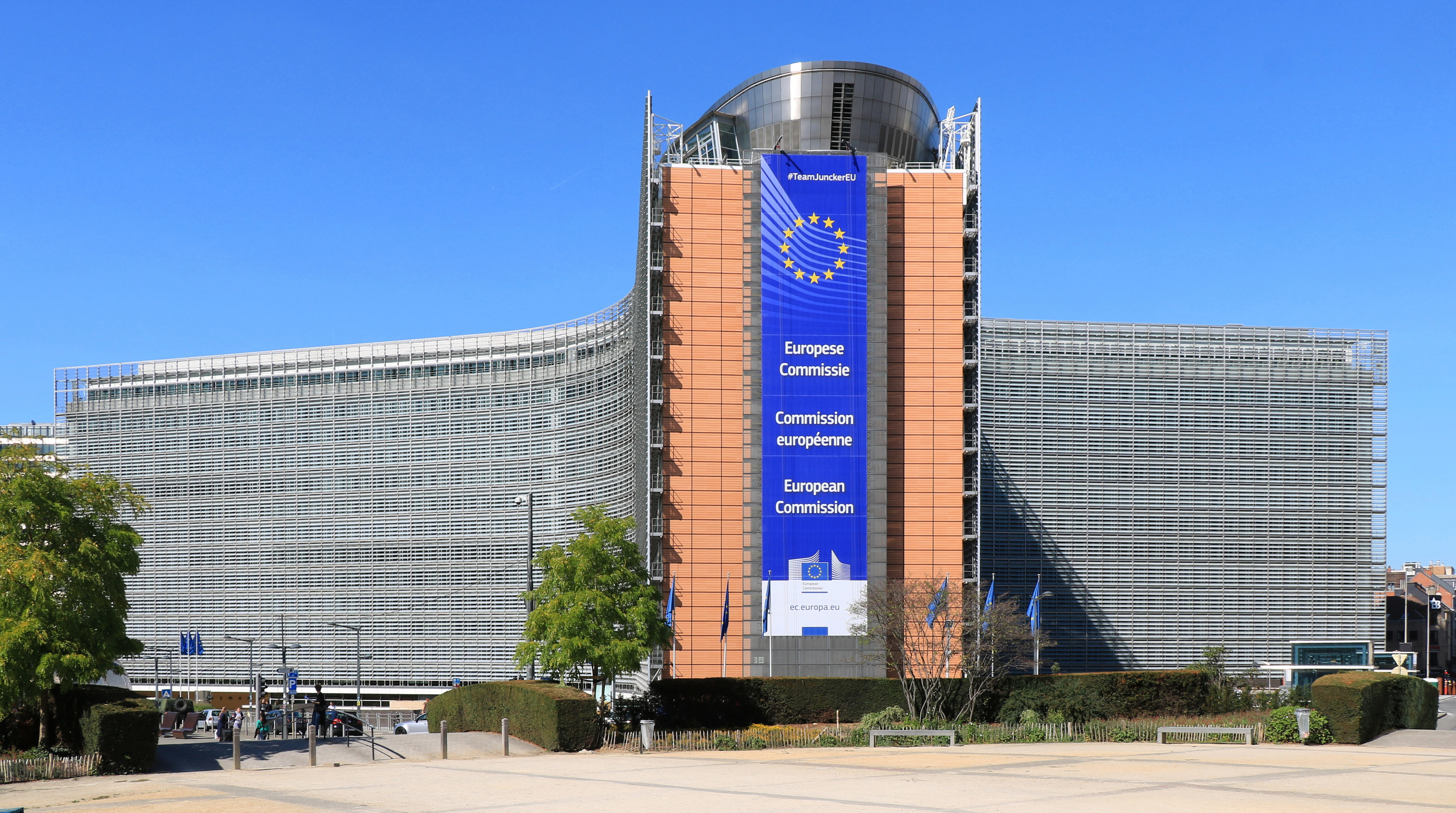
Hauptquartier der Europäischen Kommission in Brüssel (Berlaymont-Gebäude).

Titel III des EU-Vertrags legt den institutionellen Rahmen der EU fest. Dieser umfasst das Europäische Parlament (Art. 14 EUV), den Europäischen Rat (Art. 15 EUV), den Rat der Europäischen Union (im Vertrag nur „Rat“ genannt, Art. 16 EUV), die Europäische Kommission (Art. 17 EUV), den Gerichtshof der Europäischen Union (Art. 19 EUV) sowie die Europäische Zentralbank und den Europäischen Rechnungshof (im Vertrag nur „Rechnungshof“ genannt, Art. 13 EUV). Als beratende Institutionen werden der Wirtschafts- und Sozialausschuss und der Ausschuss der Regionen genannt. Zu all diesen Institutionen finden sich im AEU-Vertrag noch weitere Regelungen.
Mit einem eigenen Artikel (Art. 18 EUV) wird zudem die Rolle des Hohen Vertreters der EU für Außen- und Sicherheitspolitik erläutert.

### Bestimmungen über eine verstärkte Zusammenarbeit
Titel IV des EU-Vertrags, der nur aus einem Artikel besteht, beinhaltet die Regelungen zur verstärkten Zusammenarbeit (Art. 20 EUV). Durch dieses besondere Verfahren kann eine Gruppe von EU-Mitgliedstaaten vertiefte Integrationsschritte ergreifen, auch wenn sich andere Mitgliedstaaten noch nicht daran beteiligen wollen.

### Bestimmungen über das auswärtige Handeln der EU
Die Außenpolitik ist das einzige Politikfeld der Europäischen Union, das nicht im AEU-Vertrag, sondern im EU-Vertrag geregelt ist. Dies hat seine historische Ursache im Drei-Säulen-Modell der EU, das der Vertrag von Maastricht ursprünglich begründete: Während für die Wirtschaftspolitik supranationale Entscheidungsverfahren galten, die im EG-Vertrag (dem späteren AEU-Vertrag) festgelegt waren, blieben die Innen- und die Außenpolitik rein intergouvernemental und waren im EU-Vertrag geregelt. Durch den Vertrag von Lissabon wurde die Drei-Säulen-Struktur aufgelöst; die nunmehr ebenfalls supranational ausgeübte EU-Innenpolitik wurde in den AEU-Vertrag übernommen. Nur die Außenpolitik, für die weiterhin intergouvernementale Verfahren gelten, verblieb im EU-Vertrag.
Titel V, der die Bestimmungen über die Außenpolitik der EU enthält, ist der umfangreichste des Vertrags. Er legt zunächst allgemeine Grundsätze fest, an denen sich das auswärtige Handeln der EU orientieren muss, insbesondere Prinzipien wie Demokratie und Respekt der Menschenrechte sowie die Grundsätze der Charta der Vereinten Nationen. Durch das Kohärenzgebot werden die verschiedenen außenpolitischen Akteure der EU auf eine wechselseitige Abstimmung verpflichtet (Art. 21 EUV). Als entscheidendes Beschlussorgan für die strategischen Interessen und Ziele wird der Europäische Rat festgelegt (Art. 22 EUV).
Anschließend werden im Einzelnen die Verfahren der Gemeinsamen Außen- und Sicherheitspolitik (Art. 22 ff. EUV) einschließlich der Gemeinsamen Sicherheits- und Verteidigungspolitik (Art. 42 ff. EUV) erläutert.

### Schlussbestimmungen
Der Schlusstitel des EU-Vertrags umfasst Bestimmungen verschiedener Art: Art. 47 EUV legt die Rechtspersönlichkeit der EU fest und ermöglicht ihr so, als eigenständiges Völkerrechtssubjekt zu agieren. Art. 48 EUV erläutert die Änderungsverfahren für den Vertrag (siehe unten). In Art. 49 EUV wird das Verfahren für den Beitritt neuer Mitgliedstaaten erläutert, in Art. 50 EUV das Recht der Mitgliedstaaten zum Austritt aus der Union festgelegt. Die übrigen Artikel fügen die Protokolle und Anhänge ins Vertragsrecht ein (Art. 51 EUV) und legen den die EU-Mitgliedstaaten umfassenden räumlichen Geltungsbereich (Art. 52 EUV) sowie die unbegrenzte zeitliche Geltungsdauer (Art. 53 EUV) des Vertrags fest, bestimmen das Ratifikationsverfahren (Art. 54 EUV) und die 24 amtlichen Sprachversionen des Vertrags (Art. 55 EUV).

## Verfahren zur Vertragsänderung
Als völkerrechtliche Verträge kann der Wortlaut von EU-Vertrag und AEU-Vertrag prinzipiell durch Änderungsverträge geändert werden, die ebenfalls den Rang völkerrechtlicher Verträge haben. Dies geschah bislang durch den Vertrag von Amsterdam 1997, den Vertrag von Nizza 2001 und den Vertrag von Lissabon 2007. Diese Vertragsreformen wurden jeweils von einer Regierungskonferenz ausgearbeitet und anschließend von allen Mitgliedstaaten einzeln ratifiziert. Auch wenn die Modalitäten dieser Vertragsänderungen bereits seit Gründung der EGKS jeweils im Primärrecht festgeschrieben waren, folgten sie im Wesentlichen den Standardverfahren, die im Wiener Übereinkommen über das Recht der Verträge festgelegt sind. Seit Inkrafttreten des Vertrags von Lissabon bestimmt der EU-Vertrag allerdings selbst spezielle Änderungsverfahren, wie Vertragsreformen künftig vor sich gehen sollen (Art. 48). Dabei wird zwischen einem ordentlichen Änderungsverfahren und vereinfachten Änderungsverfahren unterschieden, wobei letztere in speziellen Fällen nicht unbedingt eine Ratifikation durch die nationalen Parlamente erfordern. Allerdings ist in jedem Fall ein einstimmiger Beschluss der nationalen Regierungen notwendig. Eine Veränderung des EU-Vertrags ist daher im Normalfall erheblich schwieriger zu erreichen als eine Änderung nationaler Verfassungen.
Das ordentliche Änderungsverfahren kann durch die Regierung jedes Mitgliedstaats, das Europäische Parlament oder die Europäische Kommission eingeleitet werden, die dem Rat Reformentwürfe vorlegen, welcher die Entwürfe an den Europäischen Rat übermittelt und die nationalen Parlamente in Kenntnis setzt. Dieser entscheidet dann über die Einsetzung eines Europäischen Konvents, der sich aus Vertretern der nationalen Parlamente, der nationalen Regierungen, des Europäischen Parlaments und der Kommission zusammensetzt. Dieser Konvent entwickelt daraufhin Empfehlungen, die er im Konsens annimmt und einer Regierungskonferenz der Mitgliedstaaten vorlegt. Diese arbeitet dann einen Änderungsvertrag aus, der anschließend von allen Mitgliedstaaten ratifiziert werden muss. Bei nur kleineren Änderungen kann der Europäische Rat auf die Einsetzung eines Konvents verzichten und selbst das Mandat für die Regierungskonferenz festlegen. Dies entspräche dem bei den bisherigen Vertragsänderungen übliche Vorgehen.
Das vereinfachte Änderungsverfahren ist nur für den dritten Teil des AEU-Vertrags möglich, in dem die internen Politikfelder der EU geregelt sind. Hier kann der Europäische Rat selbst einen Beschluss erlassen, durch den der Vertrag geändert wird. Er beschließt dabei einstimmig nach Anhörung des Europäischen Parlaments und der Kommission sowie gegebenenfalls der Europäischen Zentralbank, wenn Währungsfragen betroffen sind. Der Beschluss darf keine Ausweitung der Zuständigkeiten der EU umfassen und tritt erst in Kraft, wenn alle Mitgliedstaaten ihm im Einklang mit ihren jeweiligen verfassungsrechtlichen Vorschriften zugestimmt haben. In zahlreichen Mitgliedstaaten, unter anderem in Deutschland, ist ein solcher Beschluss nur nach Zustimmung des nationalen Parlaments möglich.
Ein weiteres vereinfachtes Änderungsverfahren betrifft die Politikbereiche, in denen der Rat der Europäischen Union dem Vertragstext zufolge einstimmig beschließt. Durch einen einstimmigen Beschluss des Europäischen Rates kann hier zum Mehrheitsverfahren übergegangen werden (sog. Passerelle-Klausel). Ausgenommen sind dabei Beschlüsse im militärischen oder verteidigungspolitischen Bereich, wo immer das Einstimmigkeitsprinzip gilt. Außerdem kann in Bereichen, für die ein besonderes Gesetzgebungsverfahren gilt, durch einen einstimmigen Beschluss des Europäischen Rates das ordentliche Gesetzgebungsverfahren eingeführt werden. In beiden Fällen muss das Europäische Parlament dem Beschluss des Europäischen Rates zustimmen. Außerdem hat jedes nationale Parlament während einer sechsmonatigen Frist die Möglichkeit, ein Veto gegen einen derartigen Beschluss einzulegen. In einigen Mitgliedstaaten, darunter Deutschland, muss das nationale Parlament den Beschluss sogar ausdrücklich unterstützen, damit die Regierung im Europäischen Rat dafür stimmen kann.

## Zeittafel der Europäischen Verträge
| Unterz. In Kraft Vertrag                    | 1948 Brüsseler Pakt                                               | 1951 1952 Paris                                                   | 1954 1955 Pariser Verträge                      | 1957 1958 Rom                                       | 1965 1967 Fusions- vertrag                          | 1986 1987 Einheitliche Europäische Akte | 1992 1993 Maastricht     | 1992 1993 Maastricht          | 1997 1999 Amsterdam           | 2001 2003 Nizza        | 2001 2003 Nizza | 2007 2009 Lissabon |  |  |  |  |  |  |  |  |  |
|                                             |                                                                   |                                                                   |                                                 |                                                     |                                                     |                                         |                          |                               |                               |                        |                 |                    |  |  |  |  |  |  |  |  |  |
| Europäische Gemeinschaften                  | Europäische Gemeinschaften                                        | Drei Säulen der Europäischen Union                                | Drei Säulen der Europäischen Union              | Drei Säulen der Europäischen Union                  | Drei Säulen der Europäischen Union                  | Drei Säulen der Europäischen Union      |                          |                               |                               |                        |                 |                    |  |  |  |  |  |  |  |  |  |
|                                             | Europäische Atomgemeinschaft (Euratom)                            | Europäische Atomgemeinschaft (Euratom)                            | →                                               |                                                     |                                                     |                                         | ←                        |                               |                               |                        |                 |                    |  |  |  |  |  |  |  |  |  |
|                                             |                                                                   |                                                                   | →                                               | Europäische Gemeinschaft für Kohle und Stahl (EGKS) | Europäische Gemeinschaft für Kohle und Stahl (EGKS) | Vertrag 2002 ausgelaufen                | Vertrag 2002 ausgelaufen |                               | Europäische Union (EU)        | Europäische Union (EU) |                 |                    |  |  |  |  |  |  |  |  |  |
|                                             |                                                                   |                                                                   | →                                               | Europäische Wirtschaftsgemeinschaft (EWG)           | Europäische Wirtschaftsgemeinschaft (EWG)           |                                         | ←                        | Europäische Gemeinschaft (EG) | Europäische Gemeinschaft (EG) | Europäische Union (EU) |                 |                    |  |  |  |  |  |  |  |  |  |
|                                             |                                                                   |                                                                   | →                                               | Justiz und Inneres (JI)                             |                                                     |                                         | ←                        | Europäische Gemeinschaft (EG) | Europäische Gemeinschaft (EG) | Europäische Union (EU) |                 |                    |  |  |  |  |  |  |  |  |  |
|                                             | Polizeiliche und justizielle Zusammenarbeit in Strafsachen (PJZS) | Polizeiliche und justizielle Zusammenarbeit in Strafsachen (PJZS) | →                                               | Justiz und Inneres (JI)                             | ←                                                   |                                         |                          |                               |                               | Europäische Union (EU) |                 |                    |  |  |  |  |  |  |  |  |  |
| Europäische Politische Zusammenarbeit (EPZ) | →                                                                 | Gemeinsame Außen- und Sicherheitspolitik (GASP)                   | Gemeinsame Außen- und Sicherheitspolitik (GASP) | Gemeinsame Außen- und Sicherheitspolitik (GASP)     | ←                                                   |                                         |                          |                               |                               | Europäische Union (EU) |                 |                    |  |  |  |  |  |  |  |  |  |
| Westunion (WU)                              | Westunion (WU)                                                    | Westeuropäische Union (WEU)                                       | Westeuropäische Union (WEU)                     | Westeuropäische Union (WEU)                         | Westeuropäische Union (WEU)                         |                                         |                          |                               |                               | Europäische Union (EU) |                 |                    |  |  |  |  |  |  |  |  |  |
| Westunion (WU)                              | Westunion (WU)                                                    | Westeuropäische Union (WEU)                                       | Westeuropäische Union (WEU)                     | Westeuropäische Union (WEU)                         | Westeuropäische Union (WEU)                         | aufgelöst zum 1. Juli 2011              |                          |                               |                               |                        |                 |                    |  |  |  |  |  |  |  |  |  |
|                                             |                                                                   |                                                                   |                                                 |                                                     |                                                     |                                         |                          |                               |                               |                        |                 |                    |  |  |  |  |  |  |  |  |  |